# Cavia fulgida
Cavia fulgida é uma espécie de roedor da família Caviidae.
É endêmica da Região Sudeste do Brasil.